# Eugen von Gienanth
Eugen Freiherr von Gienanth (* 18. September 1846 in Hochstein; † 2. Juni 1893 in Eisenberg (Pfalz)) war ein deutscher Unternehmer in der Montanindustrie und Gutsbesitzer.
Eugen von Gienanth war ein Sohn von Carl von Gienanth und dessen Ehefrau Mathilde von Gienanth von Horn. Ab 1867 leitete er das Eisenwerk Gienanth in Eisenberg. 1872 heiratete er Elise (1853–1920), eine Tochter des deutschen Unternehmers Friedrich Engelhorn (1821–1902), sie hatten drei Söhne und drei Töchter.
Nach dem frühen Tod von Eugen von Gienanth 1893 übernahm seine Witwe die unternehmerische Verantwortung und leitete für 18 Jahre das Eisenberger Eisenwerk. Sie war außerdem die Auftraggeberin des Puppenhauses der Familie Gienanth, das sie für ihre drei Töchter anfertigen ließ.